# Клірвотер (озеро)
Клірвотер (англ. Lake Clearwater) — озеро в центральній частині регіону Кентербері, на острові Південний в Новій Зеландії.

## Географія

### Параметри

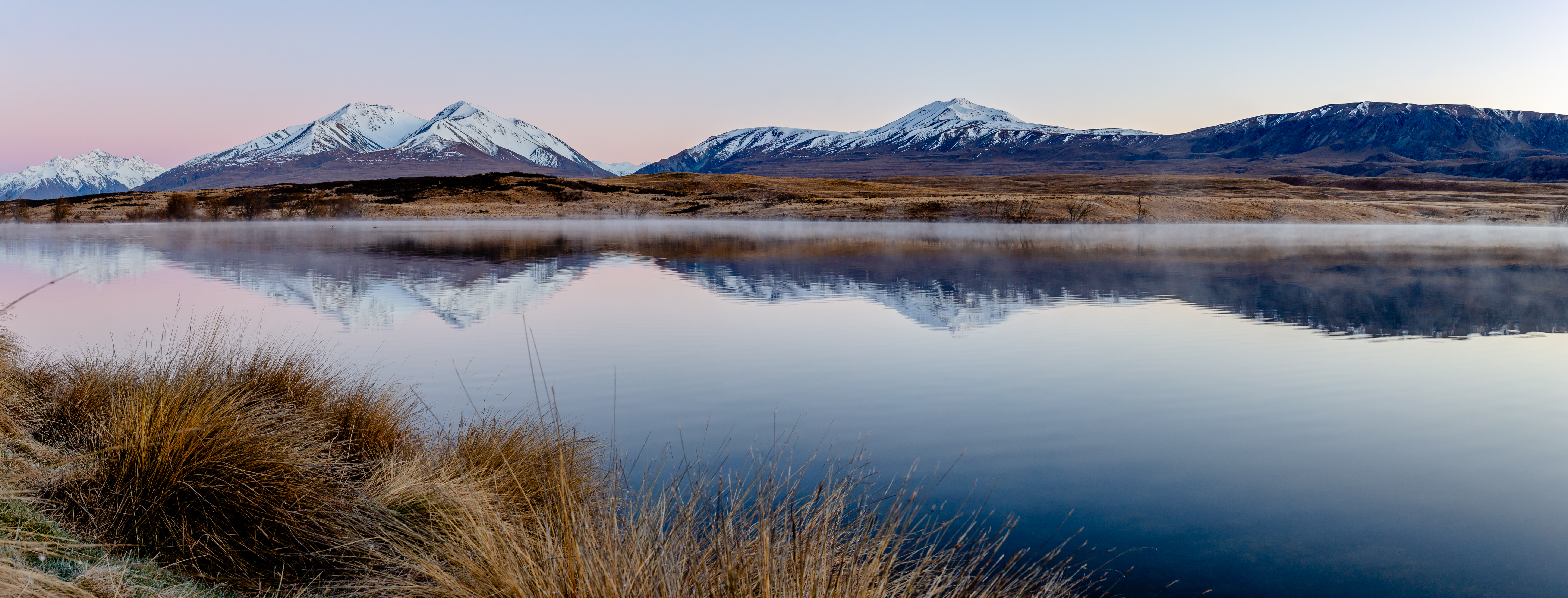
Озеро Клірвотер

Озеро Клірвотер розташоване в східних відрогах Південних Альп, за 70 км на схід від їх найвищої вершини, гори Кука (3724 м). Має площу 1,97 км². Простяглось в довжину з заходу на схід на 3,9 км, при максимальній ширині — 1,13 км. Максимальна глибина — 19 м. Водне дзеркало розташоване на висоті 667 м на рівнем моря.
Озеро лежить у верхній течії річки Ранґітата, але належить до басейну річки Ашбертон. Живиться численними гірськими потоками та струмками, які стікають з гір і впадають в нього; найбільші з яких: Крадок, Віскі, Кеннет. Витік води з озера відбувається зі східної його частини, через невеличку річку Ламбіс (≈15 км), яка впадає в південний рукав річки Ашбертон з правого берега. Має показник затоплених рослин 48 (помірний).
В північній частині озера розташований острів розмірами приблизно 320 на 135 м, площею близько 0,034 км².

### Опис

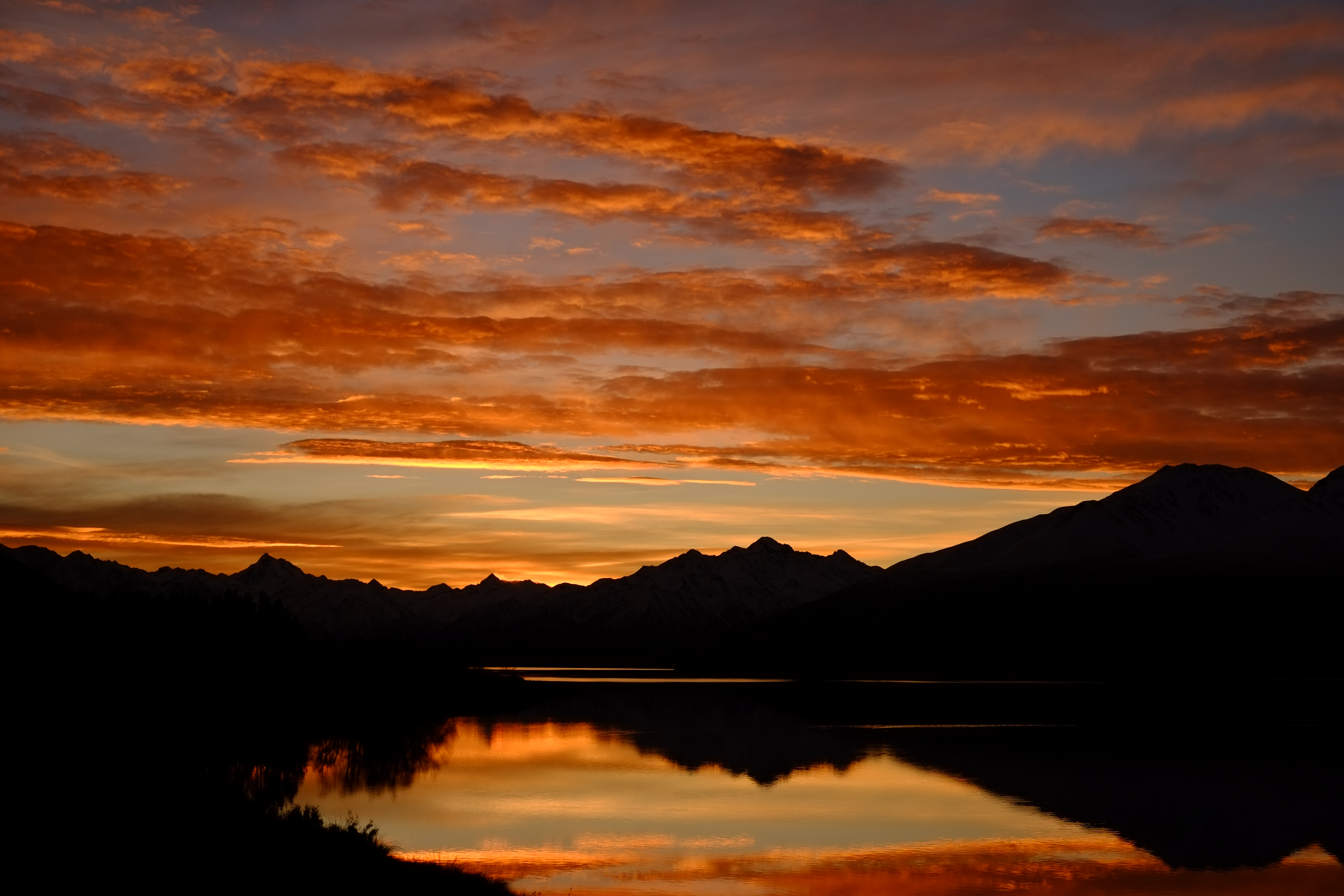
Захід сонця над озером.

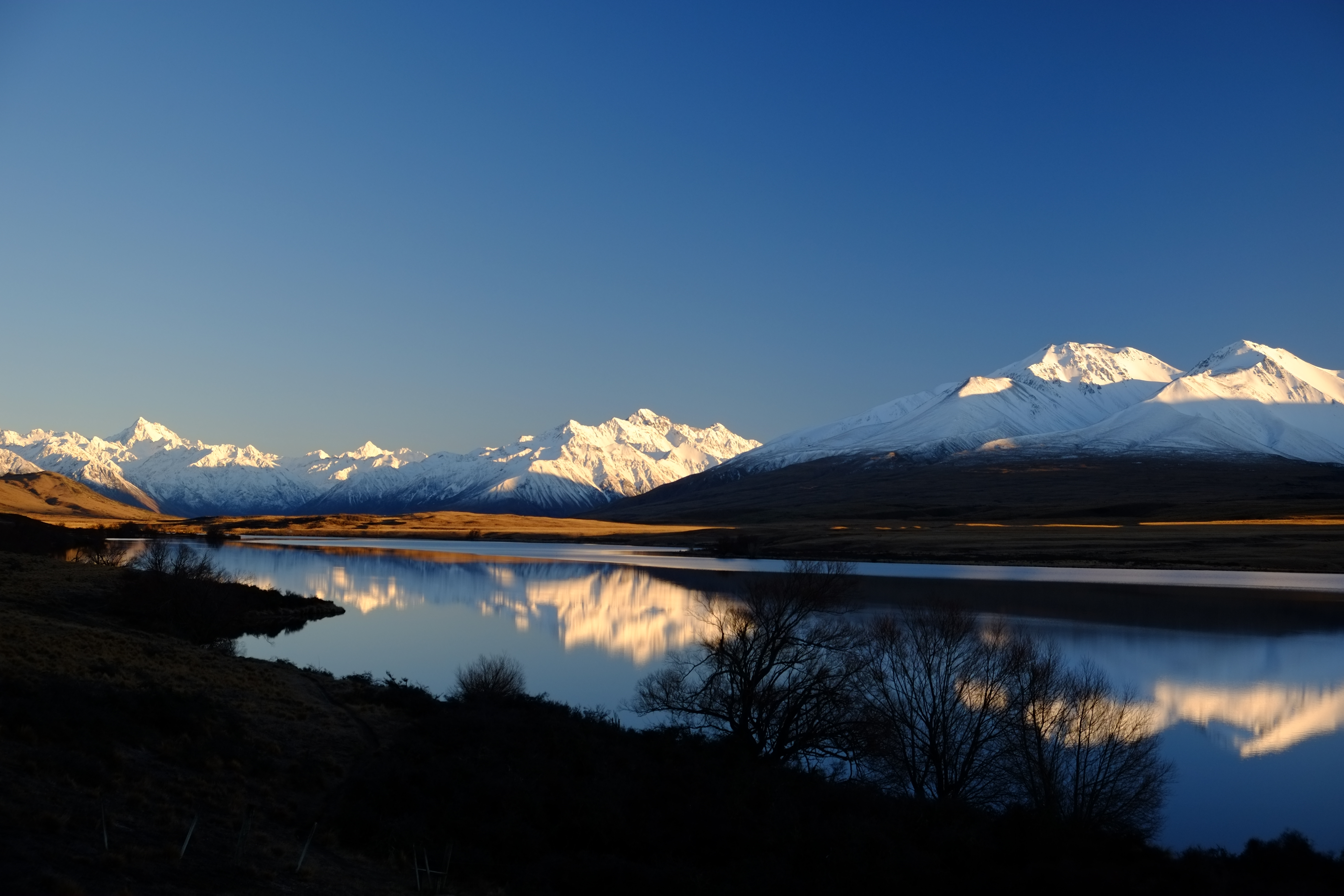
Ранок над озером.

Озеро піддається впливу сильних, переважно північно-західних вітрів. На південному березі розташоване невелике поселення для відпочинку і туризму, яке також називають Клірвотер і лежить між озером Клірвотер і меншим сусіднім озером Кемп. Озеро межує з Заповідним парком «Хакатере», який охоплює майже 60 000 гектарів горбистої місцевості, гірських масивів, букових лісів і іскристих чистих річок та озер між річками Ракая та Ранґітата. Кентерберійський університетський «клуб мандрівників» вибрав це місце для свого щорічного заходу «T'WALK» з 17 травня 2014 року.
Дорога, яка веде від Крайстчерча до озера Клірвотер, після гори Сомерс, становить близько 38 км і останню її половину — становить ґрунтова гравійна дорога. На озері заборонено вигулювати собак та використовувати моторні судна, оскільки воно є заповідником дикої природи, однак сильний і постійний вітер, який практично постійно дме з навколишніх гір, робить його ідеальним озером для віндсерфінгу та кайтсерфінгу. Сусіднє та менше озеро Кемп використовується для моторних суден.
Однією з підстав встановлення заповідної зони на озері стала пірникоза велика або норець великий, які водяться тут. Це також найбільший представник родини пірникозових, знайдених у Старому світі, хоча деякі більші види мешкають в Америці.

## В мистецтві
Озеро і його околиці стають все популярнішим серед туристів після зйомок в цій місцевості трилогії фільму «Володар перснів». Особливий інтерес у відвідувачів викликає невеликий пагорб Сандей (611 м, 43°32′55″ пд. ш. 170°53′25″ сх. д. / 43.54861° пд. ш. 170.89028° сх. д.) у центрі рівнини, за 5 км на південний захід від гори Поттс (2184 м), яка домінує над озером і за 11 км на захід — північний захід від самого озера. На цьому місці у фільмах була столиця королівства Рогану Едорас. Сюди веде окремий трек-маршрут, для безпечного підняття на пагорб Сандей.